# Lars Myrberg
Lars Myrberg, född 23 november 1964, är en svensk boxare.
Myrberg startade sin boxningskarriär i Avestaklubben Visenten. Han vann USM och JSM 1981 för sin moderklubb innan flytten till Stockholm och Narva BK. Myrberg vann ytterligare ett JSM innan han tog hem fem SM-guld. Två för Narva BK, 1983, 1985 och tre för Djurgårdens IF, 1986, 1987 och 1988. Vid olympiska spelen i Seoul 1988 tog Myrberg en bronsmedalj efter fyra segrar. Han föll knappt men klart mot australiern Graham Cheeney i semifinalen. Efter den aktiva karriären har Myrberg fungerat som tränare i Djurgårdens IF, Hammarby IF och BK Örnen innan grundandet av Tensta BK 1994.

## Meriter[1]
SM: 1983, 1985-1986-1987-1988 SM-Guld
Landskamper: 6 (4-2)
Nordisk: 3 (1-2); NM-Silver 1988
EM: 4 (2-2)
VM: 1 (0-1)
OS: 4 (3-1) 1988 OS-Brons
Professionell: Debut 1996-01-12. Som proffs 1 (1-0, 1 KO).